# Szelit
Szelit (lub scheelit) – minerał z gromady wolframianów (wolframian wapnia). Jest minerałem rzadkim. Nazwa minerału pochodzi od nazwiska szwedzkiego chemika Carla Scheelego, który odkrył, że jest to sól kwasu wolframowego.

## Właściwości
Tworzy kryształy izometryczne, narosłe lub tabliczkowe. Zwykle krystalizuje jako podwójna piramida tetragonalna, czasami zbliżony do oktaedru. Często wykazuje ukośne zbrużdżenia. Występuje w skupieniach zbitych, druzowych, zbitych wrosłych, ziarnistych, masywnych, impregnacji i jako naskorupienia. Jest nieprzezroczysty, przeświecający lub przezroczysty; izostrukturalny z wulfenitem. Często tworzy roztwór stały z powellitem o nazwie seyrigit. Tworzy zbliźniaczenia. 
Pod wpływem promieni katodowych świeci na niebiesko. Rozpuszczalny w mocnych kwasach. 

## Występowanie
Powstaje w wyniku procesów magmowych i występuje w utworach pegmatytowych, pneumatoliticznych oraz hydrotermalnych, między innymi jako składnik żył kwarcowych. Obecny jest także w skałach metamorficznych ukształtowanych warunkami kontaktowymi (skarn) oraz kontaktowo-metasomatycznymi (grejzen), a dodatkowo w utworach metamorfizmu regionalnego, żyłach typu alpejskiego i niektórych aluwiach rzecznych. Występuje w paragenezie z wolframitem, kasyterytem, pirytem, dolomitem, molibdenitem, topazem, fluorytem, kwarcem, ferberytem, berylem, schorlem, muskowitem i hübnerytem.
Miejsca występowania:
- Na świecie: USA (Nevada, Kalifornia, Arizona i Connecticut), Malezja, Boliwia, Chiny, Birma, Japonia, Korea, Meksyk, Brazylia, Namibia, Maroko, Kenia, Francja, Włochy, Rosja, Czechy, Niemcy, Austria, Australia[1][3][8].

- W Polsce: stwierdzony na Śnieżce (Karkonosze), w Szklarskiej Porębie, Górach Izerskich, na Pogórzu Izerskim, Rudawach Janowickich oraz w Małopolsce[2][3][8].

## Zastosowanie
- ważna ruda wolframu,
- poszukiwany okaz kolekcjonerski,
- część okazów wykorzystywana jest w jubilerstwie.